# Escola Tècnica Superior d'Arquitectura de Barcelona

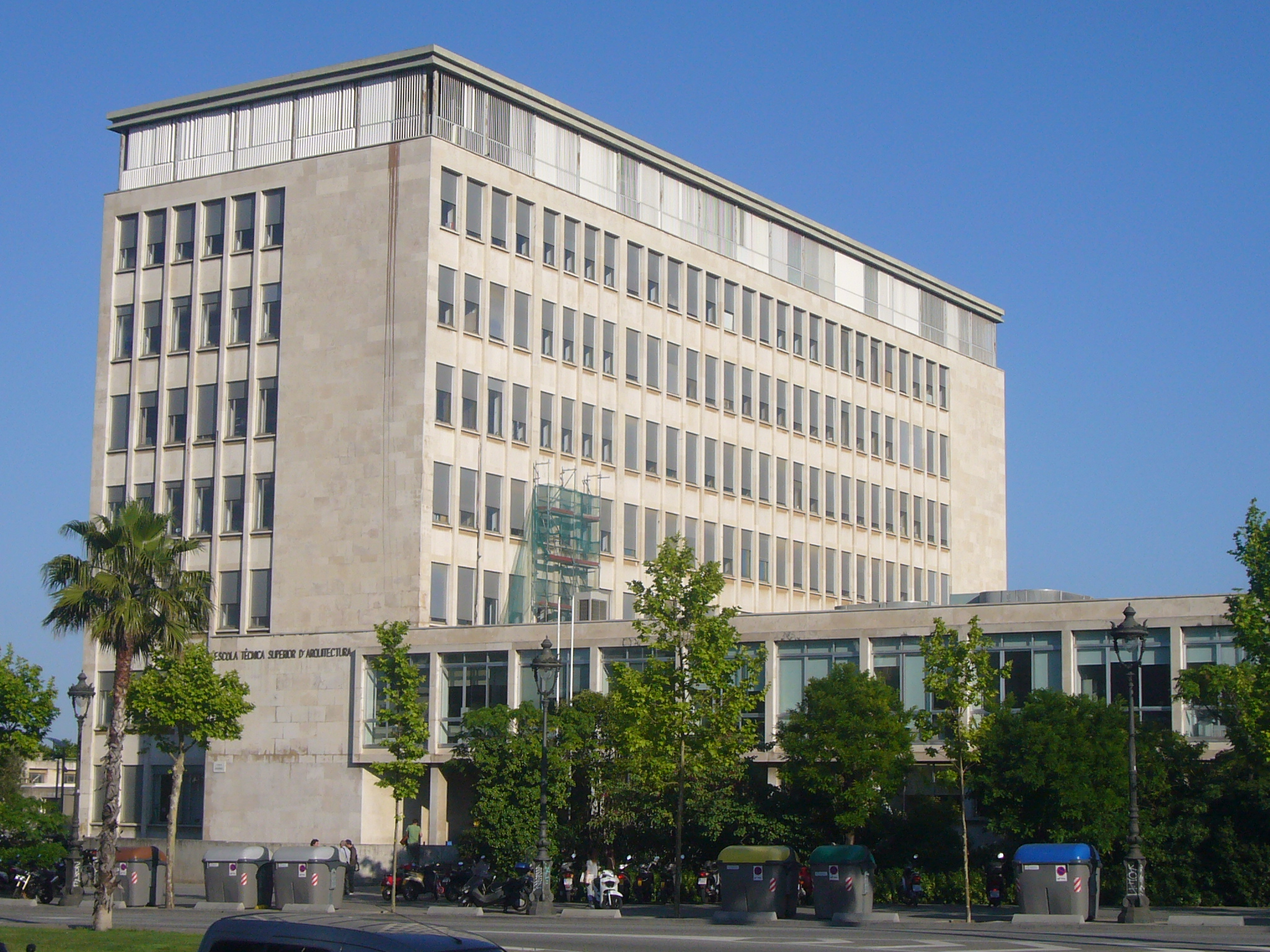
Hoofdgebouw ETSAB in 2011

De Escola Tècnica Superior d'Arquitectura de Barcelona (ETSAB) is een van de twee architectuurscholen die deel uitmaken van de Polytechnische Universiteit van Catalonië (samen met de prestigieuze Vallès School of Architecture op de campus van Sant Cugat del Vallès). Opening vond plaats in 1871-1875.

## Bekende alumni en docenten
- Francisco de Paula del Villar y Lozano (1828-1901)
- Lluís Domènech i Montaner (1850-1923)
- Antoni Gaudí (1852-1926)
- Josep Puig i Cadafalch (1867-1957)
- Lluís Muncunill i Parellada (1868-1926)
- Josep Maria Jujol (1879-1949)
- Josep Lluis Sert (1902-1983)
- Oriol Bohigas i Guardiola (1925-2021)
- Ricardo Bofill (1939-2022)
- Manuel de Solà-Morales Rubio (1939-2012)
- Joan Busquets (*1945)
- Enric Miralles (1955-2000)
- Benedetta Tagliabue (*1963)